# 格里门
格里门（德語：Grimmen，發音：[ˈɡʁɪmən] ⓘ）是德国梅克伦堡-前波美拉尼亚州前波美拉尼亚-吕根县的城市，曾是北前波美拉尼亚县的县治，面积50.51平方千米，2023年12月31日人口为9,649人。